# Flaibano
Flaibano is een gemeente in de Italiaanse provincie Udine (regio Friuli-Venezia Giulia) en telt 1194 inwoners (31-12-2004). De oppervlakte bedraagt 17,2 km², de bevolkingsdichtheid is 70 inwoners per km².
De volgende frazioni maken deel uit van de gemeente: S. Odorico al Tagliamento.

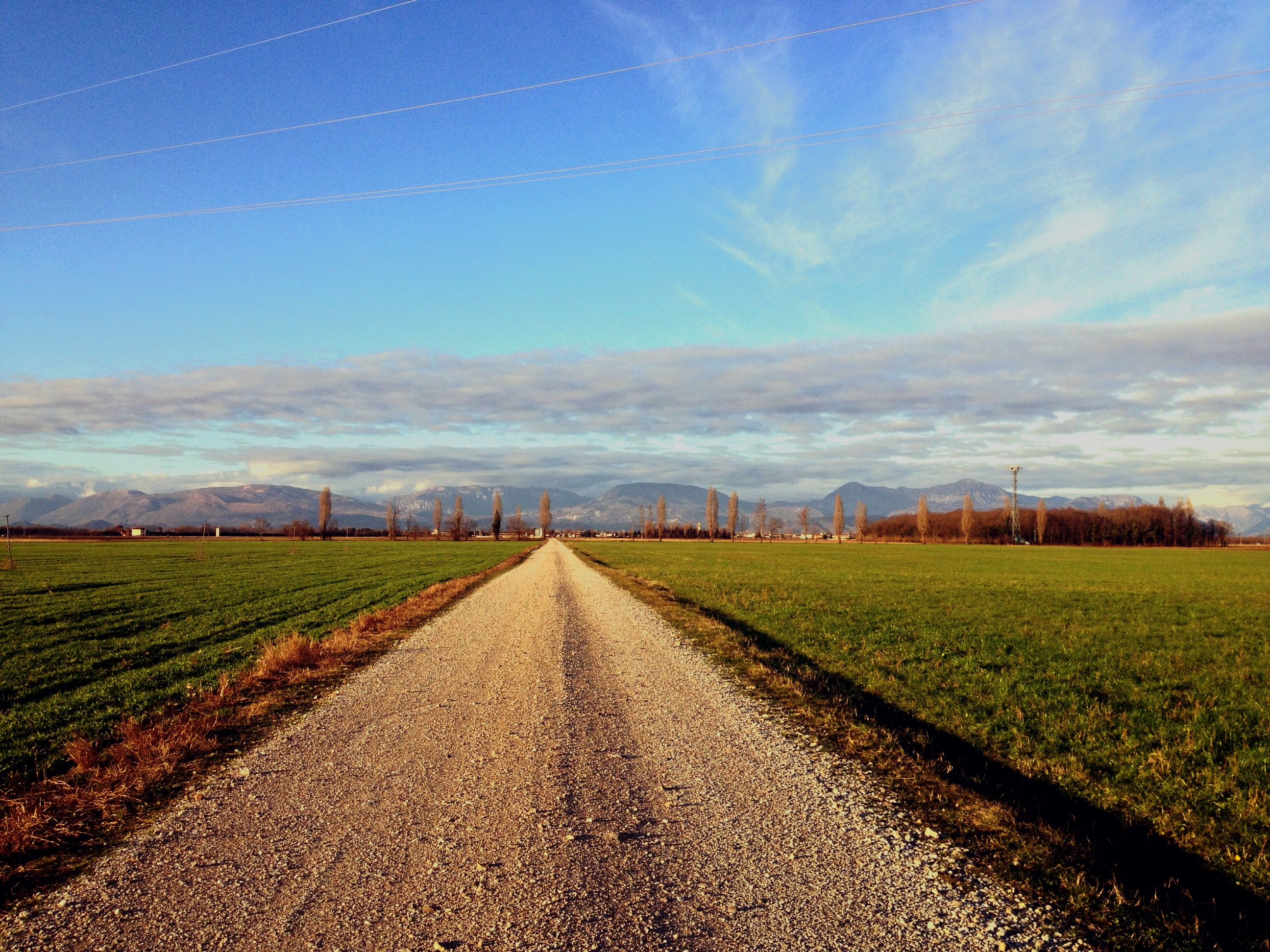
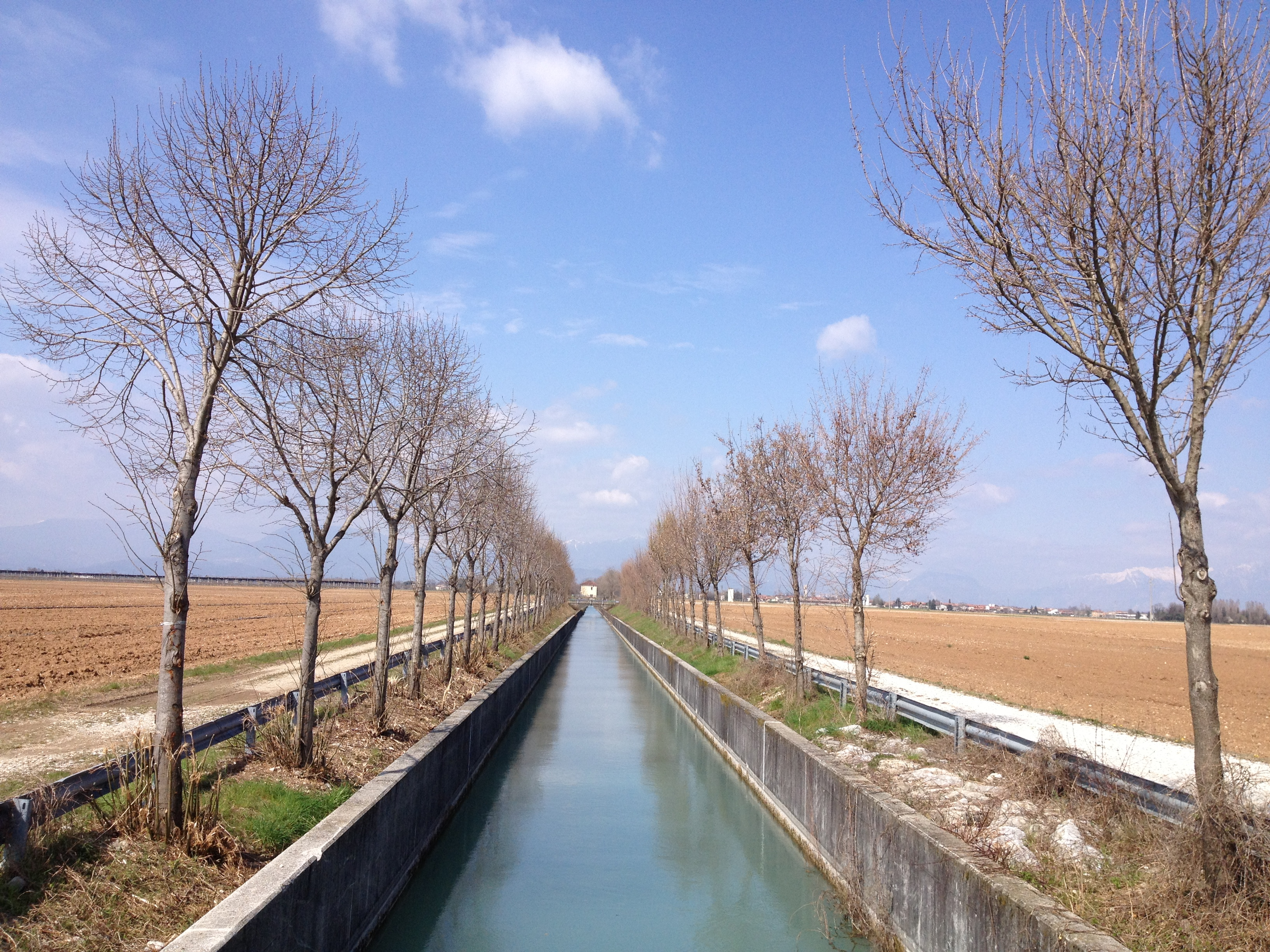
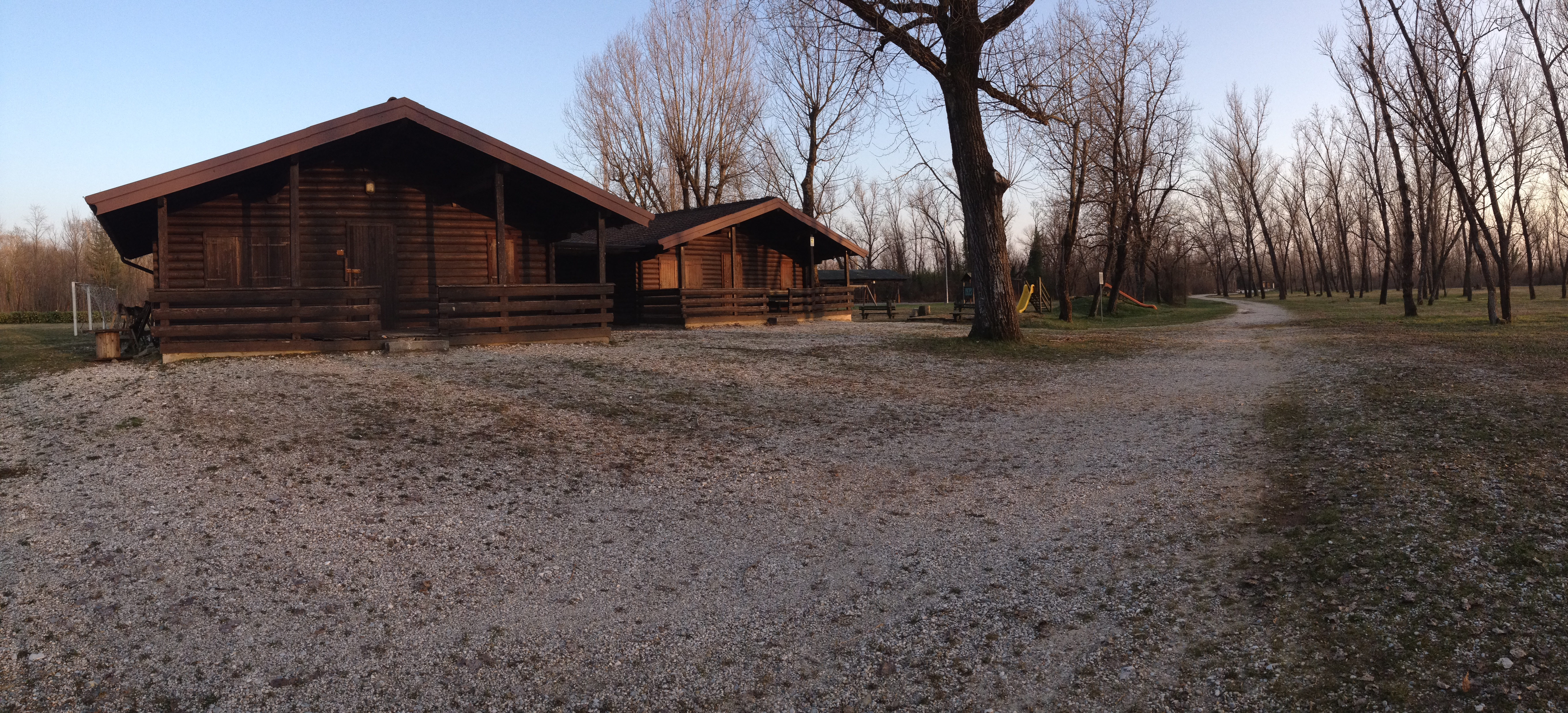

## Demografie
Flaibano telt ongeveer 460 huishoudens. Het aantal inwoners daalde in de periode 1991-2001 met 4,1% volgens cijfers uit de tienjaarlijkse volkstellingen van ISTAT.
| Jaar | Inwoneraantal |
| ---- | ------------- |
| 1991 | 1233          |
| 2001 | 1183          |

## Geografie
De gemeente ligt op ongeveer 104 m boven zeeniveau.
Flaibano grenst aan de volgende gemeenten: Coseano, Dignano, San Giorgio della Richinvelda (PN), Sedegliano, Spilimbergo (PN).